# أنطون ديميتروف
أنطون ديميتروف (بالبلغارية: Андон Димитров)‏ (31 أكتوبر 1979) بدوبريتش في بلغاريا هو لاعب كرة قدم بلغاري في مركز الدفاع. لعب مع نادي دوبرودزا دوبريتش وPFC Svetkavitsa Targovishte ‏ وFC Kaliakra Kavarna ‏ وPFC Neftochimic Burgas ‏ ونادي ماريتسا بلوفديف.

## وصلات خارجية
- أنطون ديميتروف على موقع قاعدة بيانات كرة القدم.إي يو (الإنجليزية)